# Bathocyroe
Famille
Genre
Bathocyroe est un genre de cténophores, le seul de la famille des Bathocyroidae.

## Liste des genres et espèces
Selon World Register of Marine Species (25 novembre 2015) :
- genre Bathocyroe Madin & Harbison, 1978
  - Bathocyroe fosteri Madin & Harbison, 1978
  - Bathocyroe longigula Horita, Akiyama & Kubota, 2011
  - Bathocyroe paragaster (Ralph & Kaberry, 1950)</small